# Bothwell
Bothwell (scots Boddle, gael. Boduail) – miasto w środkowej Szkocji, w hrabstwie South Lanarkshire, położone na północnym brzegu rzeki Clyde, w sąsiedztwie miasta Hamilton. W 2011 roku liczyło 6458 mieszkańców.
Znajdują się tu ruiny zamku z XIII wieku. W 1679 roku przy pobliskim moście Bothwell Bridge rozegrała się bitwa między wojskami króla Karola II a prezbiteriańskimi powstańcami (Kowenanterami).
W XVIII wieku rozwinęło się tu włókiennictwo, a w XIX wieku wydobycie węgla.